# Fuente de la Carrasca
Fuente de la Carrasca (o Fuente la Carrasca) es una localidad y pedanía española perteneciente al municipio de Nerpio, en la provincia de Albacete, comunidad autónoma de Castilla-La Mancha. Está situada en el extremo meridional de la comarca de la Sierra de Segura. A tan solo 1,5 kilómetros del límite con la provincia de Granada y a cinco de la Región de Murcia, cerca de esta localidad se encuentran los núcleos de Cañadas, Cañada de la Cruz, Cortijo Nuevo y Huebras.
Fuente de la Carrasca, que se asienta a los pies de la Sierra de las Cabras, es el pueblo situado más al sur de la provincia de Albacete y de toda Castilla-La Mancha. Se da la circunstancia de que la ciudad de Murcia queda más próxima a la pedanía que la capital albaceteña, incluso más próxima que Hellín, sede de su partido judicial. Fuente la Carrasca también se encuentra casi a una distancia intermedia entre las ciudades de Albacete y Granada.
Además, es el núcleo de población habitado situado a mayor altitud de toda la provincia de Albacete (1525 m).

## Demografía
Según el Instituto Nacional de Estadística de España, en el año 2019 Fuente de la Carrasca contaba con 12 habitantes censados, lo que representa el 1,01% de la población total del municipio.

### Evolución de la población
| Gráfica de evolución demográfica de Fte. la Carrasca entre 2009 y 2019 |
|                                                                        |
| Datos según el nomenclátor publicado por el INE.                       |

## Comunicaciones
Algunas distancias entre Fuente de la Carrasca y otras ciudades:
| Ciudades | Distancia (km) |
| -------- | -------------- |
| Nerpio   | 28             |
| Murcia   | 129            |
| Hellín   | 136            |
| Albacete | 195            |
| Granada  | 200            |
| Almería  | 241            |
| Jaén     | 256            |